# فنجاني كويزي
فنجاني كويزي (الاسم العلمي: Peziza cantharellus) هو نوع من الفطريات يتبع جنس الفنجاني من فصيلة الفنجانية.